# Medetera storai
Medetera storai är en tvåvingeart som beskrevs av Frey 1935. Medetera storai ingår i släktet Medetera och familjen styltflugor.
Artens utbredningsområde är Kanarieöarna. Inga underarter finns listade i Catalogue of Life.